# Castillon (Kanton Artix et Pays de Soubestre)
Castillon (oder auch inoffiziell  Castillon-d’Arthez) ist eine französische Gemeinde mit 336 Einwohnern (Stand 1. Januar 2022) im Département Pyrénées-Atlantiques in der Region Nouvelle-Aquitaine (vor 2016: Aquitanien). Die Gemeinde gehört zum Arrondissement Pau und zum Kanton Artix et Pays de Soubestre (bis 2015: Kanton Arthez-de-Béarn).

## Geographie
Castillon liegt ca. 35 km nordwestlich von Pau im Landstrich Soubestre am nördlichen Rand des Départements in der historischen Provinz Béarn.
Umgeben wird der Ort von den Nachbargemeinden:
|                 | Pomps                                       |        |
| Arthez-de-Béarn | Kompassrose, die auf Nachbargemeinden zeigt | Doazon |
|                 | Lacq                                        |        |

Castillon liegt im Einzugsgebiet des Flusses Adour. Ein Nebenfluss des Luy de Béarn, der Aubin, durchströmt zusammen mit seinem Zufluss, dem Lech, das Gemeindegebiet.

## Geschichte
Der Höhenzug, auf dem sich die Gemeinde befindet, hat strategische Vorteile, weil er einen weiten Blick in die Ebene von Arthez, in das Tal des Aubin und auf die andere Seite in das Tal des Luy erlaubt. Objekte verschiedener Epochen sind bei Grabungen auf einer runden Fläche im Gebiet der Gemeinde zutage getreten. Kleine Stücke von Amphoren, Schüsseln und ein Fragment eines Salztopfes, der aus Salies-de-Béarn stammen könnte, stammen mutmaßlich aus einem einfachen Lager, genannt Tuc de Castetbielh, und datieren aus dem 2. Jahrhundert. Der Boden des Lagers ist mit Kieselsteinen durchsetzt.
Toponyme und Erwähnungen von Castillon waren in der Folge
- Saint-Pierre de Castello (11. Jahrhundert, laut Pierre de Marcas Buch Histoire de Béarn) und
- Castelhoo (1352, Notare von Pardies).[3]

In der Volkszählung von 1385 wurden 25 Haushalte gezählt und vermerkt, dass das Dorf zur Bailliage von Pau gehört.

### Einwohnerentwicklung
Nach vorläufigen Höchstständen von über 400 Einwohnern in der Mitte des 19. Jahrhunderts ist die Zahl bei kurzen Phasen der Stabilisierung bis zu den 1950er Jahren um rund 60 % zurückgegangen. Nach einer kurzen Zunahme und anschließendem Rückgang in den 1960er und 1970er Jahren hat sich die Zahl der Bewohner nun stabilisiert und steigt seitdem wieder an.
| Jahr      | 1962 | 1968 | 1975 | 1982 | 1990 | 1999 | 2006 | 2009 | 2022 |
| --------- | ---- | ---- | ---- | ---- | ---- | ---- | ---- | ---- | ---- |
| Einwohner | 190  | 181  | 171  | 173  | 225  | 244  | 263  | 281  | 336  |

## Sehenswürdigkeiten

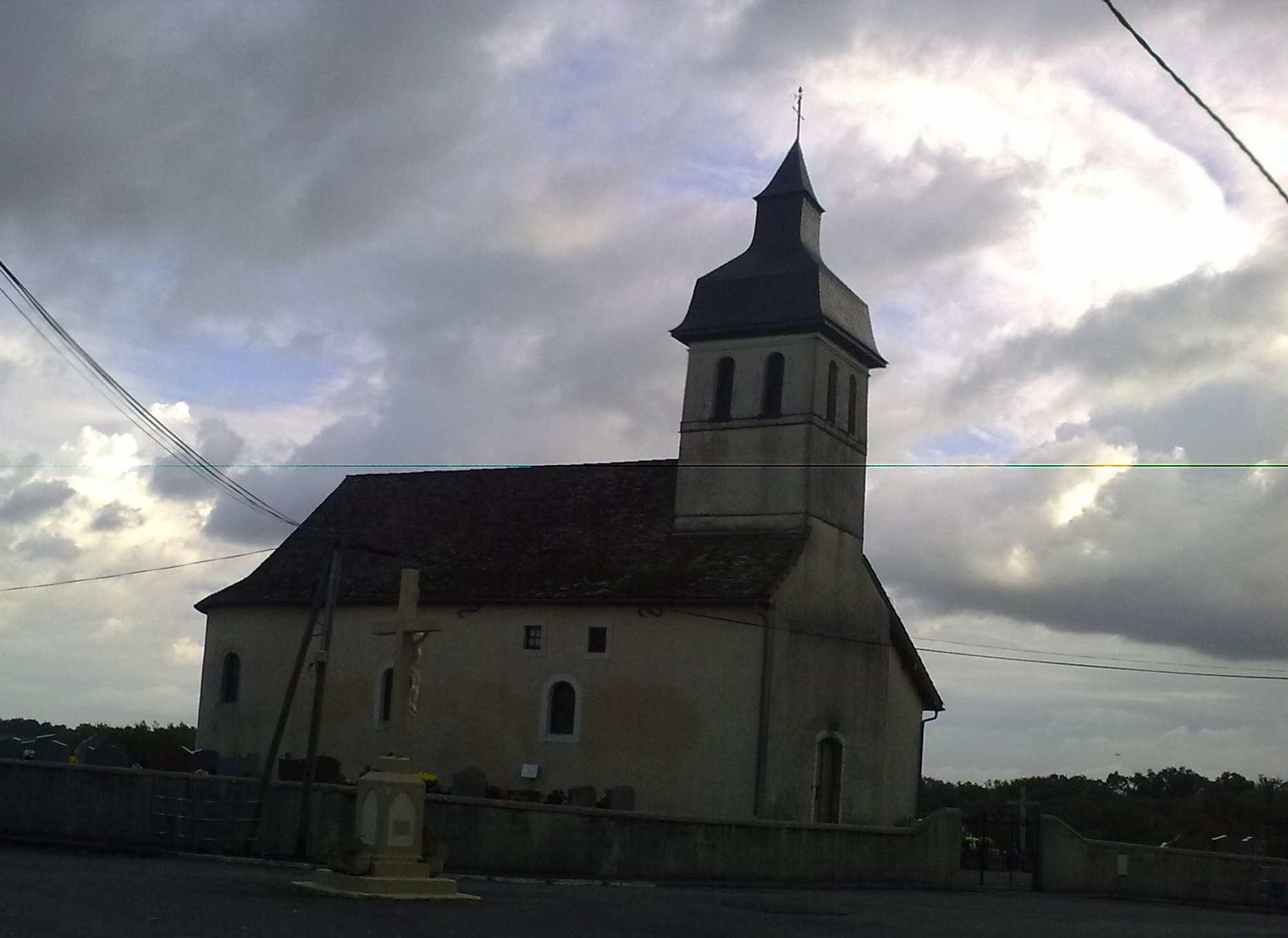
Kirche von Castillon

- Kirche von Castillon. Der Zeitpunkt der Errichtung des Gebäudes ist unbekannt. Dafür rankt sich eine Legende um die Kirche. Sechs Ritter, die im für die Region zerstörerischen Hundertjährigen Krieg gefallen waren, sollen mit ihren Rüstungen unter dem Altar begraben worden sein.[7]

## Wirtschaft und Infrastruktur
Die Landwirtschaft ist auch heutzutage der wichtigste Wirtschaftsfaktor.

### Bildung
Die Gemeinde verfügt über eine öffentliche Grundschule mit 21 Kindern im Schuljahr 2016/2017.

Logo des Jakobswegs

### Sport und Freizeit
Der Fernwanderweg „GR 65“ von Genf nach Roncesvalles führt durch die Gemeinde. Er folgt ab Le Puy-en-Velay der Via Podiensis, einem der vier historischen Jakobswege in Frankreich.

### Verkehr
Die Gemeinde ist erreichbar über die Routes départementales 269 und 276.